# Attention (chanson de Vilija Matačiūnaitė)
Pour les articles homonymes, voir Attention (homonymie).
Chansons représentant la Lituanie au Concours Eurovision de la chanson
Something
(2013) This Time
(2015)
Attention est la chanson représentant la Lituanie au Concours Eurovision de la chanson 2014. Elle est interprétée par Vilija Matačiūnaitė.

## Sélection
La chanson est choisie à l'issue d'un télé-crochet du 14 décembre 2013 au 1er mars 2014. La chanson est d'abord présentée lors de la cinquième manche qualificative le 18 janvier 2014 interprétée par Vilija Matačiūnaitė qui est aussi l'autrice et la compositrice puis, après plusieurs interprétations par d'autres participants, gagne la finale le 23 février 2014 grâce au télévote, l'interprète Vilija Matačiūnaitė est choisie la semaine suivante grâce au télévote aussi.

## Eurovision
La chanson participe d'abord à la deuxième demi-finale le jeudi 8 mai 2014. Elle est la septième de la soirée, suivant Rise Like a Phoenix interprétée par Conchita Wurst pour l'Autriche et précédant Something Better interprétée par Softengine pour la Finlande.
Sur scène, Vilija Matačiūnaitė est accompagnée par trois choristes (Eglė Gadeikytė, Algė Matekūnaitė et Lina Žilinskaitė) et un danseur (Šarūnas Kirdeikis). La performance met en vedette Matačiūnaitė exécutant une chorégraphie énergique et interagissant avec le danseur.
À la fin des votes, elle obtient 36 points et finit à la 11e place sur quinze participants. Elle ne fait pas partie des dix premières chansons qui sont qualifiées pour la finale (la chanson arrivée 10e, Round and Round interprétée par Tinkara Kovač pour la Slovénie obtient 52 points).
Par ailleurs, la Lituanie obtiendra le Prix Barbara-Dex, récompense humoristique annuelle décernée par des internautes votant en ligne, en marge du Concours Eurovision de la chanson, couronnant l'interprète le plus mal habillé de l'édition : 311 points contre 90 pour l'Italienne Emma Marrone, deuxième du vote. Vilija portait une combinaison de bleu et de noir. Son pantalon était noir mais elle portait aussi sur le pantalon une robe courte qui avait une forme de cloche ou même de parapluie.

### Points attribués à la Lituanie
| 12 points           | 10 points     | 8 points | 7 points  | 6 points      |
| ------------------- | ------------- | -------- | --------- | ------------- |
|                     | - Royaume-Uni |          | - Géorgie | - Biélorussie |
| 5 points            | 4 points      | 3 points | 2 points  | 1 point       |
| - Irlande - Norvège |               |          | - Pologne | - Italie      |